# Battaglia di Dhu Qar
La Giornata di Dhū Qār (in arabo ﻳﻮﻢ ﺫﻱ ﻗﺎﺭ‎?, Yawm Dhī Qār}, come viene definita dalla storiografia araba la battaglia di Dhū Qār, fu uno scontro armato che vide contrapposti nel 611 (ma alcuni anticipano l'accaduto al 604 o addirittura al 571) Arabi preislamici del gruppo tribale dei B. Bakr b. Wāʾil e loro alleati ai Persiani sasanidi nella località di Dhū Qār (spesso chiamata Dhī Qār, al femminile nell'attuale Iraq).
Secondo lo storico musulmano Abū ʿUbayda Maʿmar b. al-Muthannā (m. 824), Khusraw Parviz (Cosroe II), fortemente contrariato dal fatto che il sovrano lakhmide al-Nuʿmān b. al-Mundhir b. Māʾ al-Samāʾ avesse rifiutato di concedergli la mano di sua figlia, mise fine al suo regno trasformandolo in satrapia, facendolo poi giustiziare.
Più tardi, Khusraw II inviò sue truppe, si dice per recuperare le armature della famiglia di al-Nuʿmān, ma Hanīʾ ibn Masʿūd al-Shaybānī (amico di al-Nuʿmān e appartenente ai B. Bakr b. Wāʾil) rifiutò, e le forze persiane furono incredibilmente sconfitte nella battaglia di Dhū Qār, presso al-Hira, la capitale della dinastia dei Lakhmidi.
Il ricordo dell'episodio rimase sempre assai forte tra gli Arabi e l'accaduto fu poi interpretato come il profetico annuncio della futura vittoria arabo-islamica nei confronti della Persia non islamica, superiore per cultura e forza economica agli Arabi della Penisola arabica ma ad essi inferiori sotto il profilo di quella spiritualità che sarà però da questi ultimi guadagnata solo con la loro conversione al messaggio del profeta Maometto.